# ننتصر... أو ننتصر (كتاب)
ننتصر... أو ننتصر، هو عنوان مؤلف للمفكر والسياسي التونسي والمعارض السابق لنظام بنعلي، ورئيس تونس السابق بعد الثورة التونسية، المنصف المرزوقي، وهو مؤلَّف كما ذُكر في طيّاته عبارة عن «مجموعة مقالات، منها التي لم تنشر، ومنها ما نشر في موقعه الشخصي، أو في مواقع إلكترونية أخرى» تحت إهداء: 
.
ويضيف في إهداءه: 
.

## التقديم
جاء تقديم كتاب «ننتصر..أو ننتصر، من أجل الربيع العربي» من المفكر العربي عزمي بشارة،
 حيث وصف هذه المقالات بالمتماسكة والمنسجمة، على أنه نمط من الكتابة التنويرية في العالم العربي. عندما يتناول قضايا فكرية وهموما تهمّ المجتمع العميق، ويحاول عبرها أن يشارك القراء والمجتمع العميق، علاج قضايا اجتماعية وسياسية مصيرية، من خلال إنتاج فكري يقدم طرحا، ويحاول أن يعالج هذه القضايا في الصميم".

## القضية الأساسية
وكما يحيل عنوان الكتاب إلى القضية الجوهر، التي يتناولها بشكل تنويري نهضوي تحريري، حيث تنكب كل المقالات المدمجة في معالجة هذه القضية المصيرية في تاريخ العالم العربي من الجنوب المتوسطي من عالم دول الجنوب، الذي يعرف تحديات حقوقية وإنسانية مصيرية، والتي اختصرها في عبارة ضرورة نجاح ثورات الربيع العربي ووصول سفينتها إلى بر الأمان، رغم كل ما تعانيه وما تعرفه من عوائق وعراقيل وتحديات ومن بينها الثورات المضادة.
اعتبره بعض القراء إضافة نوعيّة للمكتبة الفكرية والسياسيّة التونسيّة كأطروحة مؤسسة «لكوسموس» سياسي جديد.

## انتقادات
انتقد بعض المعارضين اتخاذ عبارة ننتصر أو ننتصر كشعار لحملته الانتخابية في سنة 2014. قائلين أن الشعار الذي جاء كذاك كعنوان لكتابه «ننتصر.. أو ننتصر» واتخذه كذلك لحملته الانتخابية، إنما استنسخه من شعار دكتاتور كوت ديفوار لوران غباغبو، عندما تقدم للرئاسة عام 2010 وهو الذي قاد انقلابا دمويا عام 1999، كما رفض تسليم السلطة سلميا وديمقراطيا للفائز بالانتخابات الرئاسية سنة 2010، وتدخل رؤساء دول المجموعة الاقتصادية لغرب إفريقيا المجتمعون في أبوجا بنيجيريا يوم 24 ديسمبر 2010 باللجوء إلى القوة لإجبار الدكتاتور على التخلي عن السلطة كما تقتضي قواعد المسار الديموقراطي. إلا أن تم اعتقاله يوم 11 أبريل 2011.

## مقالات ذات صلة
- الانتقال الديمقراطي في تونس
- المنصف المرزوقي
- الكتاب الأسود (2013)
- قائمة مؤلفات منصف المرزوقي